# Pel di carota (commedia)
Pel di carota (Poil de carotte) è una commedia in un atto di Jules Renard, tratta dal suo romanzo Pel di carota, rappresentata per la prima volta a Parigi al Théâtre Antoine il 2 marzo 1900.

## Trama

André Antoine, primo interprete del signor Lepic

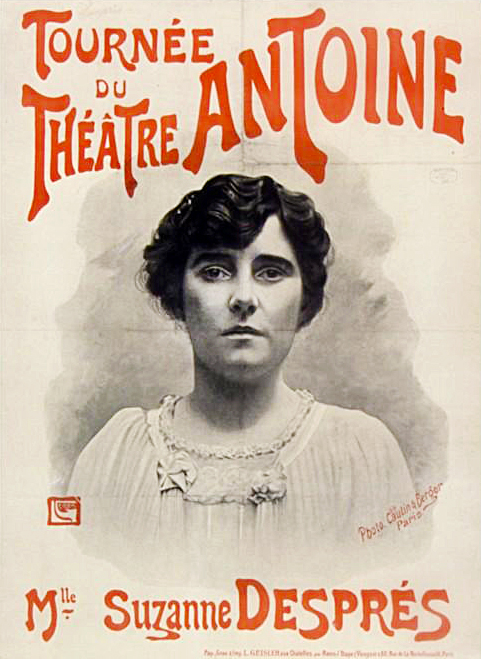
Suzanne Desprès, prima interprete di Pel di carota

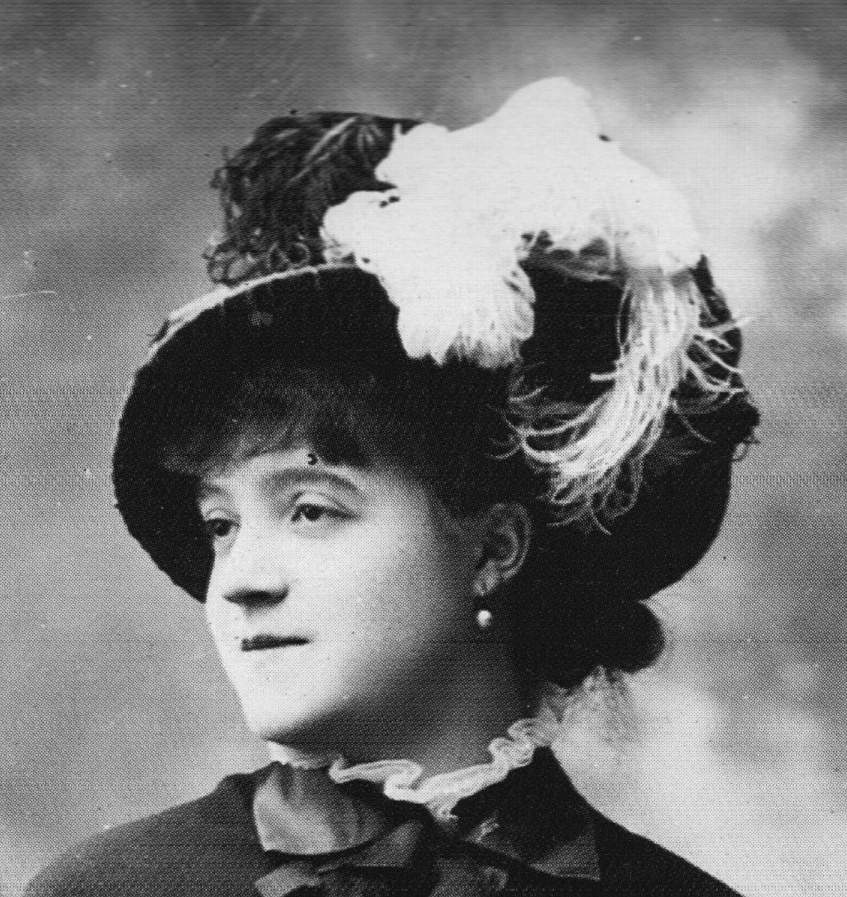
Ellen Andrée, prima interprete della signora Lepic (foto di Nadar)

### Scene I e II
Pel di carota, in attesa di andare a caccia con suo padre, è impegnato a togliere con una piccola zappa l'erba da una parte del cortile della casa. Pel di carota tiene inoltre al guinzaglio il cane per essere sicuro che il padre non lo dimentichi, argomentando che "il signor Lepic non può andare a caccia senza il cane, e il cane non può andare a caccia senza di me".

### Scena III
Giunge Annette, una domestica che la signora Lepic, la quale non è ancora rientrata a casa, ha assunto da poco tempo. Pel di carota ha così l'occasione di spiegare ad Annette e agli spettatori le abitudini della casa e i compiti che Annette dovrà svolgere. Con sorpresa di Annette, Pel di carota le dice che ha l'abitudine di svegliarsi alle cinque e mezza del mattino e che l'aiuterà in molti dei lavori domestici. Affinché Annette non commetta errori, Pel di carota le fa un breve sunto dei rapporti esistenti nella sua famiglia: per il signor Lepic la signora Lepic non esiste, mentre per quest'ultima è Félix, il figlio maggiore, il suo beniamino. Annette comprende che la signora Lepic detesta Pel di carota, il figlio più piccolo,  gli impone di svolgere qualsiasi tipo di lavori domestiche e ha l'abitudine di punirlo con percosse.

### Scena IV
Sopraggiunge la signora Lepic la quale sgrida Pel di carota, gli assegna numerose incombenze da svolgere a casa. Il ragazzo obietta che così non potrà andare a caccia col padre; la signora Lepic, che ignorava il programma di padre e figlio, proibisce allora esplicitamente a Pel di carota di accompagnare suo padre a caccia, e gli ordina di dirgli che ha cambiato idea.

### Scene V e VI
Rassegnato, Pel di carota dice al padre, che si appresta a uscire di casa, di aver cambiato idea e di non voler più accompagnarlo a caccia; gli consegna quindi il cane. Il signor Lepic si lamenta per il carattere strano del figlio. Indignata, Annette rivela al signor Lepic che è stata la signora Lepic ad aver imposto al figlio la rinuncia e che il signor Lepic dovrebbe aprire gli occhi. Senza neanche degnare di uno sguardo la moglie, il signor Lepic afferma che Pel di carota debba essere lasciato in pace.

### Scene VII e VIII
Il signor Lepic chiede spiegazioni a suo figlio. Pel di carota gli dice che non vuole bene alla madre, è disperato, vorrebbe andar via da casa e ha già tentato due volte il suicidio. Il padre gli risponde che anche lui non ama più la moglie da molto tempo, per lo meno da poco dopo la nascita di Pel di carota. Il signor Lepic si accorge che la moglie li sta spiando dalla finestra e chiude le ante dall'esterno. Ferita nell'orgoglio, la signora Lepic esce di casa gridando che non ritornerà mai più. Il signor Lepic le risponde placidamente di sapere che lei si limiterà ad andare in chiesa, e la saluta con ironia.

### Scene IX, X e XI
Il signor Lepic e Pel di carota giungono alla conclusione che tutti, compresa la signora Lepic, sono infelici. Quando la madre ritorna a casa dalla chiesa, Pel di carota va verso di lei; ma la madre lo blocca con uno sguardo. Il ragazzo si accorge che lo sguardo materno, un tempo autoritario, è pieno di tristezza. Pel di carota promette al padre che non andrà via da casa e che è necessario che in futuro in famiglia tutti si confidino vicendevolmente i loro problemi.

## Genesi dell'opera
Questa commedia è una versione teatrale ridotta del romanzo omonimo dello stesso Renard. Il romanzo, pubblicato nel 1894, è sotto forma di una raccolta di 49 brevi capitoli, staccati fra di loro e con uno sviluppo cronologico assai vago. Renard si diceva scontento del romanzo, ritenendo fosse «un "libro sbagliato, incompleto composto male" anche perché "venuto fuori a soffi", pubblicato troppo presto e "abborracciato verso la fine per guadagnare subito un po' di denaro"». Nella riduzione teatrale Renard ha utilizzato il contenuto di sole cinque dei 49 capitoli (21: Programma, 29: Lettere scelte, 34: La fontana, 39: Colpo di scena, 48: L'ultima parola) e solo quattro personaggi (Pel di Carota, i suoi genitori, la domestica Annette, corrispondente alla Agata del romanzo); sono rimasti fuori personaggi di primo piano del romanzo quali il fratello maggiore Félix, la sorella Ernestine, il padrino di Pel di carota. Nella commedia, inoltre, Pel di carota è più grande d'età rispetto al romanzo (sedici anni contro dodici anni circa) mentre il padre, molto timido e scialbo nel romanzo, ha nel lavoro teatrale un ruolo di primo piano. Concludeva Vittorio Lugli:
(Vittorio Lugli, «Pel di carota», In: Dizionario Bompiani Op. cit., vol. VII, p. 6735)
La commedia fu rappresentata a Parigi il 2 marzo 1900 con il seguente cast:
- Monsieur Lepic : André Antoine
- Poil de carotte : Suzanne Desprès (en travesti)
- Madame Lepic : Ellen Andrée
- Annette : Renée Maupin

Lo spettacolo ebbe un grande successo, con 125 spettacoli a Parigi e 39 nella provincia. André Antoine la mise in scena anche nel 1906 quando prese la direzione del Teatro dell'Odéon. Fu incluso nel repertorio della Comédie-Française nel 1912.